# Pikelot
Pikelot é um atol desabitado do estado de Yap, nos Estados Federados da Micronésia.
É um dos atóis mais exteriores do Estado de Yap É um atol de coral quase plano, com clima tropical húmido. 
A ilha do atol é conhecida por ter um rico ecossistema com bosque e matagal, e extensas faixas de recifes. O ilhéu é também local que alberga uma importante colónia de aves marinhas, zona de nidificação de tartarugas, e há um manguezal.

## História

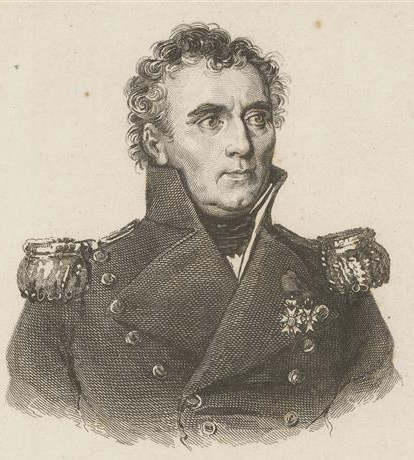
O francês Louis Isidore Duperrey viu Pikelot em 1824 a bordo do La Coquille.

O início da presença humana em Pikelot não está documentado. Estudos arqueológicos nas ilhas Truk, a 440 km a sudeste, e em Lamotrek, a 160 km a sudoeste, atestam a ocupação humana nos séculos I a.C. a I d.C., e VII a VIII, respetivamente.
O primeiro avistamento de Pikelot por um ocidental é atribuído ao comerciante americano Samuel Boll, que navega na região em 1804, em companhia de Don Luis Torres, espanhol, vice-governador de Guam.
Ocasionalmente a ilha é local de chegada de náugragos, como aconteceu em 2020 e em abril de 2024, com uma embarcação de pesca.